# Cmentarz wojenny z II wojny światowej w Hucie Krzeszowskiej
Cmentarz wojenny z II wojny światowej w Hucie Krzeszowskiej – zabytkowy cmentarz z okresu II wojny światowej, znajduje się w gminie Harasiuki, powiat niżańskim, usytuowany jest poza miejscowością, na brzegu lasu, przy skrzyżowaniu dróg z Huty Nowej i Huty Krzeszowskiej do Banachów. Znajduje się w sąsiedztwie cmentarza parafialnego.
Cmentarz założony jest na podstawie wycinku koła, otoczony niewielkim murkiem z pomnikiem w części centralnej. Pochowania na nim są polscy żołnierze polegli w czasie walk we wrześniu 1939 roku oraz w 1944.